# Agar (Dacota do Sul)
Agar é uma cidade  localizada no estado norte-americano de Dakota do Sul, no Condado de Sully.

## Demografia
Segundo o censo norte-americano de 2000, a sua população era de 82 habitantes.
Em 2006, foi estimada uma população de 75, um decréscimo de 7 (-8.5%).

## Geografia
De acordo com o United States Census Bureau tem uma área de
0,4 km², dos quais 0,4 km² cobertos por terra e 0,0 km² cobertos por água. Agar localiza-se a aproximadamente 564 m acima do nível do mar.

## Localidades na vizinhança
O diagrama seguinte representa as localidades num raio de 36 km ao redor de Agar.